# Khanzada Begum
Khanzada Begum (in hindī खानजादा बेगम, discendente del khan; Andijan, 1478 – Qandahar, settembre 1545) è stata una principessa indiana, figlia di Umar Shaikh Mirza II, sovrano di Fergana, e sorella di Babur, fondatore e primo sovrano dell'Impero Moghul. Fu imperatrice consorte dell'Impero Shaybanide come moglie di Shaybani Khan e Padshah Begum (prima dama) dell'Impero di suo fratello.
È una figura centrale nelle memorie di suo fratello (Baburnama) e di sua nipote Gulbadan Begum (Humayunnama), dove viene evidenziato lo stretto legame fra lei e Badur e la sua influenza politica sul fratello e i nipoti.

## Biografia

### Origini
Khanzada Begum nacque nel 1478 ad Andijan, nella valle di Fergana. Era figlia di Umar Shaikh Mirza II, principe timuride, e della sua consorte principale, Nigar Khanum, principessa moghulistan. Discendeva dal lato paterno da Tamerlano e da quello materno da Gengis Khan. Aveva un fratello minore, Babur, nato nel 1483. 

### Matrimoni
Nel 1500, la guerra fra Babur e Muhammad Shaybani, khan ubzeko degli Shaybanidi, raggiunse il suo apice. Dopo aver subito sei mesi di assedio a Samarcanda senza che nessuno dei loro parenti, fra cui Husayn Mirza, sultano Khorasan, offrisse supporto, Shaybani offrì a Babur un accordo secondo cui avrebbe accettato di firmare la pace in cambio della mano di Khanzada. Stremato dall'assedio, Babur fu costretto ad accettare.  
Tuttavia, il racconto del Baburnama racconta una versione diversa: Babur rifiutò l'accordo e si preparò a fuggire da Samarcanda con la sua famiglia, ma Khanzada fu catturata e sposata da Shaybani con la forza. Invece, lo Shaybaninama e l'Akbarnama menzionano invece che Khanzada s'innamorò, ricambiata, e rimase indietro volontariamente per poter sposare Shaybani. 
In ogni caso, nel 1501 Shaybani sposò Khanzada dopo aver ripudiato la sua precedente moglie, Mihr Nigar Begum, zia materna di Khanzada che lui aveva sposato nel luglio 1500 dopo averla presa come prigioniera di guerra, perché secondo l'Islam un uomo non poteva tenere contemporaneamente come moglie una donna e sua nipote. Shaybani e Khanzada ebbero un figlio, Khurram, che morì infante. Nel 1510, Khanzada fu ripudiata perché nelle dispute fra marito e fratello sosteneva invariabilmente quest'ultimo, al che Shaybani la dichiarò una traditrice e le ordinò di lasciare il palazzo.  
Nel 1511, Ismail Shah, che aveva sconfitto Shaybani, fece scortare Khanzada a Kunduz, dove poté riunirsi a suo fratello dopo un decennio di separazione. Entro il 1518 sposò Muhammad Mahdi Khwaja, figlio di Muhammad Musa Khwaja, che intorno al 1519 divenne uno stretto alleato di Babur.  

### Morte
Khanzada morì nel settembre 1545 a Qandahar, mentre accompagnava suo nipote Humayun a visitare il suo fratellastro Kamran Mirza. Ammalatasi improvvisamente, spirò dopo tre giorni di febbre alta che la portò all'incoscienza. 
Fu inizialmente sepolta a Qabal-chak, ma dopo tre mesi il suo corpo fu riesumato e inumato accanto a suo fratello nei giardini di Babur, a Kabul.

## Discendenza
Khanzada ebbe un solo figlio, Khurram Shah, nato dal suo matrimonio con Shaybani, che morì nell'infanzia. 
In seguito, adottò Sultanam Begum, la sorella minore del suo secondo marito Mahdi, che all'epoca aveva meno di due anni. Khanzada crebbe Sultanam come fosse sua figlia e, nel 1537, la sposò a Hindal Mirza, uno dei figli di suo fratello Babur. La festa di nozze, da lei organizzata, fu descritta come la più sontuosa mai vista, tanto da meritare il nome di "festa mistica", e sia Khanzada che suo marito presentarono agli sposi una serie di doni ricchissimi e "stravaganti".

## Cultura popolare
- Nella web serie indiana The Empire (2021), è stata interpretata dall'attrice Drashti Dhami[13].